# Campiglossa edwardsi
Campiglossa edwardsi este o specie de muște din genul Campiglossa, familia Tephritidae. A fost descrisă pentru prima dată de Munro în anul 1957.
Este endemică în Uganda. Conform Catalogue of Life specia Campiglossa edwardsi nu are subspecii cunoscute.